# Tratado de Bucareli
El Acuerdo de Bucareli, también conocido como Tratado de Bucareli, firmado el 13 de agosto 
en 1923 fue un pacto entre los gobiernos de México y Estados Unidos. Consistió en dos Convenciones de reclamaciones, una especial y otra general. Los compromisos "extraoficiales" del gobierno de Álvaro Obregón se encuentran en las actas de las conversaciones, cuidadosamente redactadas para evitar efectos políticos indeseables.
El tratado buscaba canalizar las exigencias de ciudadanos estadounidenses por presuntos daños causados a sus bienes por la Revolución mexicana y conflictos internos durante el período comprendido entre 1910 y 1921. Las conversaciones tuvieron por sede a la Ciudad de México y se llevaron a cabo en un edificio del gobierno federal ubicado en la calle de Bucareli n.º 85. Las negociaciones se iniciaron el 15 de mayo de 1923 y terminaron el 13 de agosto del mismo año. Los Convenios especial y general de reclamaciones se mantuvieron en vigor mientras las comisiones correspondientes llevaron a cabo el cometido para el que fueron formadas, es decir, hasta que sus asuntos concluyeron. 

## Historia

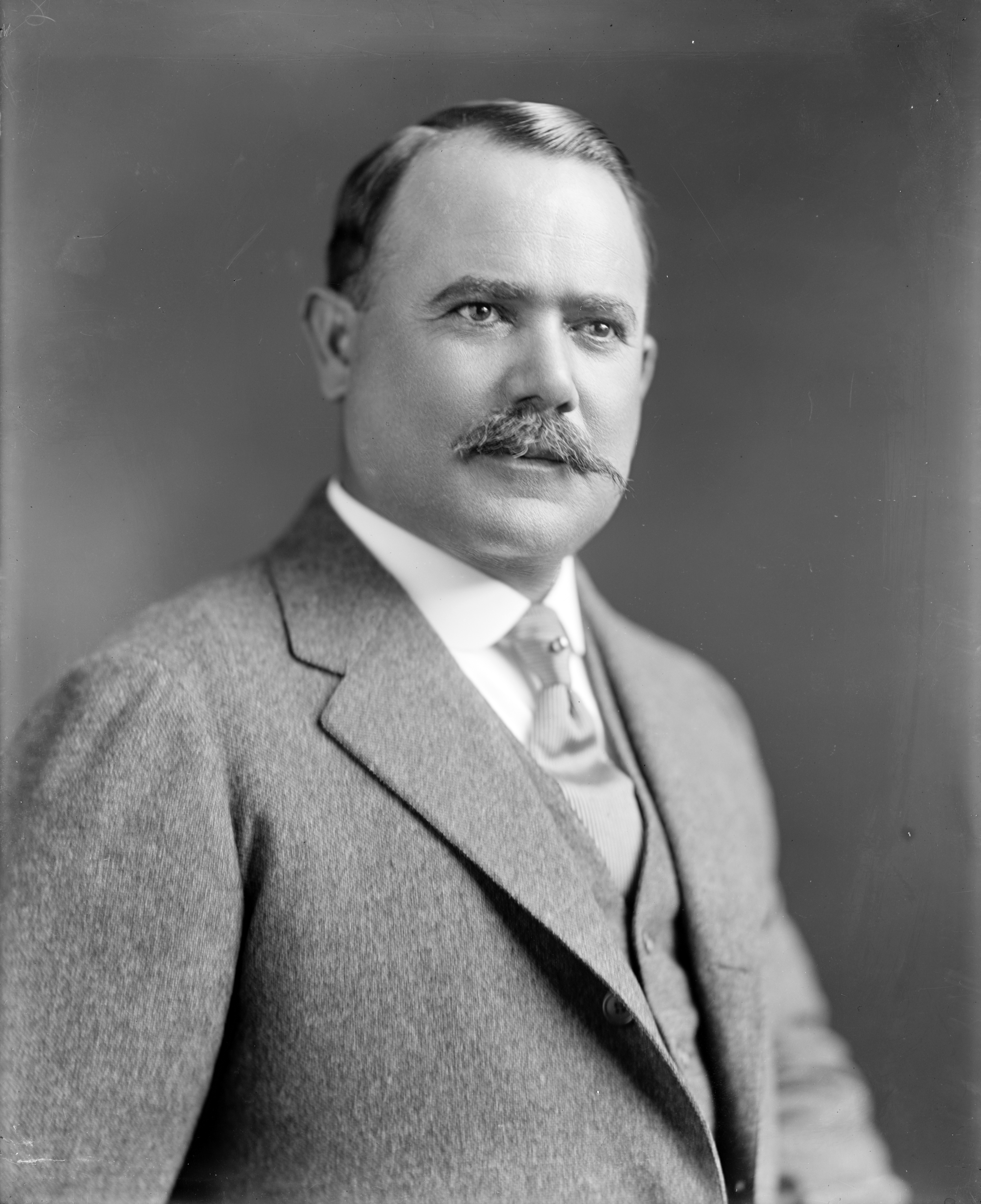
Álvaro Obregón, Presidente de México (1920—1924)

El marco nacional dentro del cual el tratado fue firmado se caracterizó por la inestabilidad política y las constantes asonadas militares. Uno de los orígenes de la relativa debilidad del gobierno de Álvaro Obregón provenía de que los Estados Unidos no habían reconocido su régimen posrevolucionario. La Constitución de 1917, con una marcada influencia socialista y nacionalista había perjudicado intereses estadounidenses, por lo cual el presidente de aquel país se negaba a reconocer como legítima la presidencia de Álvaro Obregón, y además exigía la derogación de varios artículos o al menos que no fuesen retroactivos. Para Obregón, el reconocimiento de su gobierno por el país del norte era un asunto prioritario para evitar la constante amenaza de un conflicto armado con Estados Unidos y restarle fuerza a sus enemigos internos, quienes también buscaban el apoyo de los estadounidenses.
Tras la devastación y desorden causados durante la guerra civil o revolucionaria, Obregón consideraba que eran necesarias las inversiones extranjeras para reconstruir la economía del país. Por su parte, Estados Unidos condicionaba el reconocimiento a Obregón como Presidente legítimo al establecimiento de un tratado entre los dos países, en el cual México garantizaría los derechos de propiedad de los estadounidenses radicados en México y de sus compañías petroleras en territorio mexicano. El problema del petróleo se deriva del artículo 27 de la Constitución Mexicana, que establece que la tierra, aguas y las riquezas del subsuelo son originalmente propiedad de la nación. El lenguaje del artículo 27 trataba la posesión del petróleo de Estados Unidos y las compañías petroleras de Europa, especialmente si el artículo fuera aplicado retroactivamente.
Tres fueron las condiciones que exigieron al gobierno mexicano: a. Especificar en el contenido del artículo 27 constitucional la situación legal en la que quedarían la industria petrolera y las propiedades agrícolas de los extranjeros; b. reanudar el pago de la deuda externa, suspendida durante el gobierno de Venustiano Carranza Garza; c. pagar las compensaciones a los extranjeros, que por daños a sus personas o propiedades hayan sufrido durante la lucha revolucionaria.
La Suprema Corte de Justicia concedió y determinó que el artículo 27 no sería retroactivo con respecto a la industria petrolera. Con relación a la reanudación del pago de la deuda externa, Obregón intentó obtener fondos mediante los impuestos del petróleo pero las empresas petroleras se opusieron, deteniendo la producción y obligando así al gobierno, a derogar dicho impuesto.

### Fin del tratado

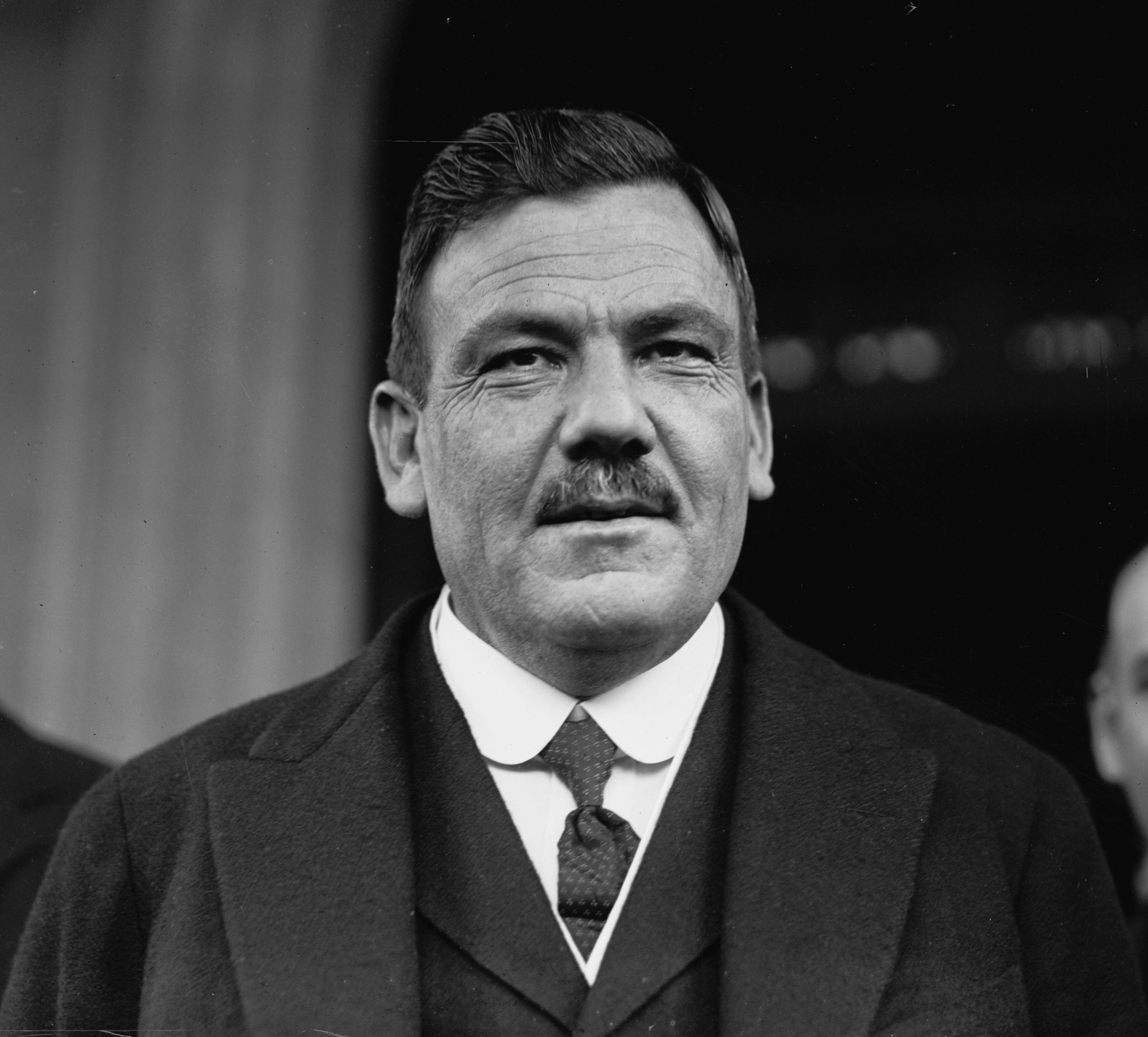
Plutarco Elías Calles, Presidente de México (1924—1928).

Cuando Plutarco Elías Calles asumió la presidencia en diciembre de 1924, uno de los principales puntos de discordia entre Estados Unidos y México todavía era el petróleo. Calles rápidamente rechazó el Tratado de Bucareli de 1923 y comenzó a redactar una nueva ley sobre el petróleo que cumpliera estrictamente y con apego al artículo 27 de la Constitución. La reacción del gobierno de Estados Unidos ante la intención de Calles de hacer aplicar el artículo 27, fue inmediata. El embajador estadounidense en México, James Rockwell Sheffield llamó a Calles "comunista", y el Secretario de Estado Frank Billings Kellogg emitió una amenaza contra México el 12 de junio de 1925. Calles nunca se consideró a sí mismo como comunista, pero consideraba la revolución como una forma de gobernar más que una posición ideológica.
La opinión pública en los Estados Unidos se tornó en contra de la política mexicana cuando la primera embajada de la Unión Soviética, nunca antes establecida, se instauró en México; ocasión en la que el embajador de dicha dependencia señaló que "ningún país muestra más similitudes que la Unión Soviética y México". Después de esto, algunos miembros del gobierno de Estados Unidos, comenzando por Sheffield, consideraron que México era el segundo país bolchevique en la Tierra; y comenzaron a referirse a él como "México Soviético".
El debate sobre la nueva ley de petróleo ocurrió en 1925, con los intereses de Estados Unidos opuestos a todas las iniciativas. En 1926, la nueva ley fue promulgada. En enero de 1927 el gobierno de Calles canceló los permisos de las compañías petroleras que no cumplieran y respetaran la ley. México consiguió evitar la guerra a través de una serie de maniobras diplomáticas. Poco después, una línea telefónica directa fue establecida entre Calles y el entonces presidente Calvin Coolidge, y el embajador estadounidense en México, James Sheffield, fue remplazado por Dwight Morrow. Finalmente, el 18 de marzo de 1938 el presidente Lázaro Cárdenas decretó la expropiación petrolera, creando PEMEX.

## Acuerdos
El Tratado de Bucareli fue firmado por Álvaro Obregón el 13 de agosto de 1923 con el que se llegó, esencialmente, a los siguientes acuerdos:
- Las propiedades agrícolas expropiadas a estadounidenses se pagarían con bonos, si no eran mayores a 1755 hectáreas.
- Las propiedades que rebasaran dicha extensión serían pagadas de inmediato y al contado.
- Se integraría una comisión que se encargaría de revisar las reclamaciones pendientes a partir de 1868; las reclamaciones originadas por la Revolución se resolverían aparte.
- Con relación al petróleo, el art. 27 no era retroactivo para los estadounidenses que habían adquirido sus concesiones antes de 1917, lo que les permitía seguir explotando libremente el hidrocarburo.

Las indemnizaciones o reclamaciones debieron ser entregadas durante un período de dos años y éstas debieron ser procesadas durante cinco años a partir de la firma del tratado. Sin embargo, el Tratado de Bucareli careció de validez legal porque no estuvo sujeto a la aprobación de los Congresos de los dos países firmantes, quedando en un "acuerdo de caballeros", que comprometía únicamente a Obregón pero no a sus sucesores, sin embargo, el gobierno de Obregón fue eventualmente reconocido por el gobierno de Estados Unidos. Se desconoce la cantidad de dinero pagada a estadounidenses durante el período presidencial de Obregón.

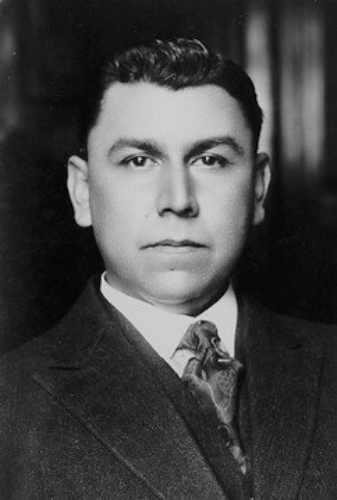
Adolfo de la Huerta, Presidente interino de México del 1 de junio al 30 de noviembre de 1920.

Por su parte, el expresidente Adolfo de la Huerta, quien figuraba en el gabinete obregonista como Secretario de Hacienda, consideró que el tratado violaba la soberanía nacional y sometía a México a "condiciones humillantes". De la Huerta acusó a Obregón de traición a la patria, mientras que él, a su vez, fue acusado de incompetencia en el desempeño de su cargo y se le hizo responsable de la pobre situación de las finanzas públicas. De la Huerta renunció a su cargo y se trasladó a Veracruz, desde donde lanzó un manifiesto que desató la rebelión delahuertista en diciembre de 1923.

### Controversia
Existen controversias respecto al tratado. Por ejemplo, hay quienes aseguran que el Tratado de Bucareli impidió a México producir maquinaria especializada (motores, aviones, etc.) o maquinaria de precisión, por lo que, México no ha salido aún del atraso tecnológico que dicho tratado le causó. Aunado a que durante el período entre 1910 y 1930, las guerras civiles y los múltiples golpes militares y rebeliones internas (algunos auspiciados por Estados Unidos y otras naciones extranjeras, como Gran Bretaña y Alemania) devastaron a las industrias en México, las reparaciones de guerra frenaron la educación superior, así como la investigación y el desarrollo tecnológico, mientras que la inestabilidad social y política ahuyentaron las inversiones extranjeras.

## Documentales
- Alvaro Obregón, El Vértigo de la Victoria. Dir. Arturo Pérez Velasco, 1999.

- Datos: Q1114669
- Multimedia: American-Mexican Claims Commission / Q1114669